# Marcel Rioux
Pour les articles homonymes, voir Rioux.
Œuvres principales
- Description de la culture de l'Île Verte[Laquelle ?] (1954)
- Belle-Anse (1957)
- Remarques sur les concepts de vision du monde et de totalité (1962)
- Les classes sociales au Canada français (1962)
- Les nouveaux citoyens - enquête sociologique sur les jeunes du Québec (1962)
- La Nation et l'école (1966)
- Aperçu sociologique sur le Québec (1968)
- Jeunesse et société contemporaine (1969)
- La question du Québec (1969)
- Rapport de la Commission d'enquête sur l'enseignement des arts au Québec (1969)
- Aliénation en idéologie dans la vie quotidienne des Montréalais francophones (1976)
- Les Québécois (1974)
- Essai de sociologie critique (1978)
- Deux pays pour vivre - un plaidoyer (1980)
- Pour prendre publiquement congé de quelques salauds (1981)
- Le Besoin et le désir ou Le code et le symbole - essai (1984)
- La Question du Québec - essai (1987)
- À propos d'autogestion et d'émancipation - deux essais (1988)
- Une saison à la renardière - chronique (1988)
- Anecdotes saugrenues - historiettes (1989)
- Un peuple dans le siècle (1990)

Marcel Rioux (22 janvier 1919, Amqui - 16 décembre 1992, Montréal) est un sociologue et un écrivain québécois.

## Biographie
Marcel Rioux naît le 22 janvier 1919 à Amqui, au centre de la vallée de la Matapédia. Petit-fils d'agriculteurs et fils d'un marchand général rassembleur, Marcel est l'aîné d'une famille de cinq garçons et deux filles. 

### Études classiques, à Rimouski, Ottawa et Montréal, 1931-1941
En 1931, il entre comme pensionnaire au petit séminaire de Rimouski. À la sortie du collège, baccalauréat ès arts en main, il choisit de s'orienter vers le journalisme. À tout hasard, c’est à Ottawa qu’il se rend, en 1939, devenu boursier, pour y étudier la philosophie chez les Dominicains. Mais, en septembre 1940, il bifurque à Montréal, comme étudiant régulier aux Hautes Études commerciales et étudiant du soir en philosophie. Il ne poursuit qu'en philosophie, en quoi l’Université de Montréal lui accorde l’équivalent d’une licence, à la fin de l’année 1941.

### Introduction à l'anthropologie, à Ottawa, 1941-1946
À Ottawa, des amis l’avaient introduit chez l'ethnologue Marius Barbeau. Il y revient, d'autant plus que cela lui ouvre des horizons et qu'il a aussi un coup de foudre pour l'une des deux filles de la maison, Hélène. Son futur beau-père lui parle d’anthropologie et lui ouvre sa bibliothèque, bien pourvue d'œuvres récentes traitant de cette discipline et de sociologie. En janvier 1942, Marcel Rioux épouse Hélène Barbeau, puis trouve moyen d'éviter l'enrôlement militaire, déniche un emploi routinier au gouvernement fédéral, et continue, par la lecture, son initiation à toutes ces disciplines, même durant ses heures rémunérées.

### Études en anthropologie et sociologie, à Paris, 1946-1948
En septembre 1946, la « Deuxième guerre mondiale » étant terminée, il se rend à Paris, muni d'une bourse d'études pour deux ans. Il s’inscrit aux quatre coins de Paris : au Musée de l'Homme, à la Sorbonne, à l’Institut de géographie et au Collège de sociologie. La notoriété de son beau-père rejaillit sur lui, lui ouvrant bien des portes. 
Gurvitch est le plus théoricien de ses professeurs et c’est lui qui l’influencera le plus. Il est le seul à être marxiste ou « para-marxiste ». Il lui enseigne la dialectique, la critique des concepts d’idéologie et de classe sociale et le marxisme en général. Malgré cette influence, le gros de l'apprentissage de Rioux se fait dans le domaine de l’anthropologie. Mais l’école française de sociologie ne  fait pas alors de distinction entre anthropologie et sociologie.
Sa femme le rejoint en décembre 1946, avec leur enfant. Ils attendent un second enfant en 1948, l'année de leur retour à Ottawa.

### Recherches ethnographiques au Québec et en Acadie, 1948-1958
Marcel Rioux redevient fonctionnaire du gouvernement, mais cette fois comme chercheur, au Musée national du Canada, durant onze ans. Cela lui permet de développer ses activités scientifiques sur un grand nombre de terrains. Il entreprend d’élaborer une pensée originale sur la culture et les idéologies québécoises. 
Enfin, il participe, tout en restant indépendant, à l’aventure de la revue Cité Libre. Mais, pour avoir affirmé ses positions agnostiques et socialistes, il lui est alors interdit d’enseigner dans les universités francophones québécoises.  
Son beau-père, ayant étudié le folklore québécois pour le Musée national, fait admettre à cette institution que la culture québécoise peut aussi être un objet d’étude, au même titre que les cultures amérindiennes ou (comme on disait à l'époque) esquimaude. C’est une porte ouverte pour les études ethnographiques de Rioux, qui part tous les printemps à la recherche, au Québec ou en Acadie, d’un village « bien choisi pour son charme ». Il loue une maison dans le village, et y emmène sa famille pour y vivre tout l’été. Sa méthode ethnologique exige qu’il vive en observateur neutre et discret, auprès des gens qu'il étudie.
Il fait, notamment, deux terrains chez les Iroquois, à propos desquels il présente une thèse qui sera agréée par l’Université de Montréal en 1951 qui, pour ses études à Paris, lui avait auparavant reconnu l’équivalence d’une licence en sciences sociales et politiques.

### Professorat à l'Université Carleton, 1958-1961
De 1958 à 1961, il est professeur à l'Université Carleton, d'Ottawa. Il enseigne surtout la sociologie, bien qu'anthropologue de formation et de pratique.

### Professorat à l'Université de Montréal, 1961-1984
Lorsque l'ACFAS, en 1956, honore Marcel Rioux, en lui décernant la Médaille Léo-Pariseau, des professeurs d'université, à Montréal comme à Québec, l'approchent pour lui offrir leur appui en vue d'un rapatriement au Québec. Mais, il est encore trop tôt. Il faut que s'annoncent de profonds changements politiques et idéologiques. La hiérarchie cléricale catholique, de qui relevaient alors les universités francophones du Québec, était trop dépendante financièrement du pouvoir politique, qui était hostile aux intellectuels. Et, de toute façon, cette hiérarchie était alors trop frileuse pour accueillir, comme professeur, un Québécois aux idées socialistes et athées.
Cependant, en peu d'années, la donne change de fond en comble : Duplessis meurt en 1959, son parti s'effondre peu après, c'est la Révolution tranquille, la Commission Parent, et le Concile Vatican II… Alors, les efforts concertés de Guy Rocher et des abbés Irénée Lussier et Norbert Lacoste à convaincre le cardinal-chancelier de l'Université de Montréal, réussissent à faire entrer Marcel Rioux au département de sociologie. Le cardinal, qui se présente dorénavant comme progressiste, prend sur lui de convaincre ses confrères évêques de ne plus s'opposer à la venue de Rioux au Québec.
[…]
Rioux ne prend sa retraite qu'à l'âge de 65 ans : l'atteinte de cet âge la rend alors obligatoire. Dès l'année suivante, en 1985, l'université l'honore en le déclarant « professeur émérite ».
Il meurt à Montréal le 16 décembre 1992, à l’âge de 73 ans, après avoir publié de nouveaux ouvrages (La Question du Québec, À propos d'autogestion et d'émancipation, Une saison à la renardière, Anecdotes saugrenues, Un peuple dans le siècle). Son épouse lui survit jusqu'en mars 2010.
En 2011, Amqui, sa ville natale, où il est inhumé, s'apprête à lui rendre hommage, pour « que les récentes générations de Québécois sachent qui était ce sociologue innovateur » qui, « bien qu'ayant quitté jeune la Matapédia pour étudier, a toujours parlé avec fierté de ses origines ». Un parc et une promenade portent son nom à Amqui,

## Sociologie critique
Les écrits du sociologue Marcel Rioux peuvent s’apparenter de manière assez éclairante à une sociologie dite « critique ». Se décrivant lui-même comme étant un sociologue engagé, Rioux dessine les contours de sa sociologie critique dans des ouvrages comme La Question du Québec (1969), Idéologie et aliénation dans la vie quotidienne des Montréalais francophones (1973), Les Québécois (1974), mais surtout dans son Essai de sociologie critique (1978). D’ailleurs, vers la fin de sa vie de sociologue, Rioux définit lui-même la sociologie critique comme « une sociologie qui est en réalité une espèce d’hybride, de bâtard qui apparaît comme un croisement entre la science et la morale ; la première ne s’occupe que de ce qui est et la seconde, de ce qui devrait être. »

## Une théorie critique
Rioux dessine le périmètre d’un objet de recherche pour la sociologie critique en mentionnant qu’« il faut que le sociologue analyse les pratiques émancipatoires parce que, à tort ou à raison, il croit que les individus et surtout les groupes inventent de nouvelles façons d’être en société, instituent de nouvelles valeurs et créent d’autres projets collectifs. »
Le premier travail au niveau théorique que cette sociologie doit effectuer selon Rioux est d’observer l’émergence d’un nouveau mode de reproduction. Comment peut-on conceptualiser cette observation ? À cette question, Rioux nous incite à observer ce qui pourrait représenter le moteur du changement social. Pour le dire plus précisément, « la question la plus générale et la plus importante qui soit pour quiconque s’intéresse aux changements sociaux, [s'avère] celle de savoir ce qui, en fait, est l’élément moteur d’un nouveau mode de production ou d’un nouveau type de société. » La réponse à cette question se situe, selon Rioux, dans l’analyse des contradictions du système actuel, dans le but de mieux comprendre celui-ci, de même que ces pratiques émancipatoires qui peuvent en émerger. 
S’appuyant sur Marx, Rioux mentionne que la contradiction la plus importante du capitalisme se situe dans la manifestation d’une séparation entre divers éléments de la société qui était unis autrefois, avant la mise en place du capitalisme, comme l’aspect individuel et l’aspect social du travail. En d’autres termes, « le processus historique, conclut Marx, consiste dans la séparation d’éléments jusqu’alors unis. »
Ce regard porté sur ce processus historique permet ainsi à Rioux de développer l’esquisse d’une théorie de la transition historique. Selon lui, la compréhension du changement social s’effectue par le regard que l’on doit porter sur les processus de « désintégration » liés au postulat sociologique fondamental pour la sociologie critique, soit le fait que « le mode de production est envisagé comme un type historique qui a été précédé par d’autres et qui sera suivi par d’autres. » Ce postulat sociologique est important, car il permet de comprendre que pour la sociologie critique, l’élaboration une théorie « transhistorique » qui viserait à expliquer, voire prédire, les changements sociaux qui surviennent dans les sociétés n’est pas directement privilégiée. 
C’est notamment en ce sens qu’un intérêt particulièrement important va être porté sur la notion de praxis, car pour Rioux, il faut en quelque sorte que celle-ci manifeste une certaine primauté au détriment de la théorie. Dès lors, ces considérations théoriques qu’effectuent Rioux rejoignent son objet d’analyse, à savoir la nécessité pour la sociologie critique d’observer des pratiques émancipatoires comme manifestation de la praxis. Se dessine ainsi un dédoublement pour la sociologie critique. Ce dédoublement représente la nature même de cette sociologie, car, comme le mentionne Rioux, « une sociologie critique doit se soucier tout autant de chercher ce qui se crée dans la société, ce qui essaie de naître et de s’instituer [les pratiques émancipatoires notamment] que ce qui doit être critiqué dans la société [les contradictions du capitalisme]. »

## La praxis au cœur de la sociologie critique
Ce dédoublement fait en sorte, en premier lieu, que la sociologie critique va s’intéresser de manière inédite aux manifestations « quotidiennes » de ces fameuses pratiques émancipatoires. D’ailleurs, cet intérêt va se concrétiser avec l’importance que va donner la sociologie critique pour la place du sujet historique dans les changements sociaux. 
S’opposant ici de manière assez intense au courant structuraliste, Rioux mentionne qu’il ne peut y avoir une instauration d’un nouveau mode de production « sans qu’il y ait ce sujet historique pour vouloir diriger la société, lui imposer sa vision du monde et son idéologie. » Dès lors, pour trouver des réponses aux contradictions identifiées dans le système capitaliste, nous devons, par le biais de l’observation des pratiques émancipatoires, relever ce qui pourrait dans la société constituer « l’auto-institution permanente et explicite de la société : un état où la collectivité sait que ses institutions sont ses créations et qui est devenue capable de les considérer ainsi, de les repenser et de les transformer. »
D’ailleurs, cette question de la praxis est sans doute celle qui semble la plus essentielle pour la sociologie critique. Cette préoccupation mène en ce sens Rioux à concevoir le « social-historique », qui constitue d’abord un projet de société, comme « un phénomène social total dans la culture, envisagée comme praxis, c’est-à-dire comme dépassement des conditions existantes, qui vise, dans l’imaginaire d’abord à créer d’autres façons de vivre la société. » Ainsi, cet intérêt manifeste pour la praxis de la part de la sociologie critique rejoint dans cette optique l’intérêt pour l’observation de ce qui pouvait constituer « une auto-institution permanente et explicite de la société », ce qui pousse Rioux à s’intéresser à « deux séries de faits regroupés sous l’appellation nouvelle culture et autogestion, pour essayer de montrer que ce sont là des phénomènes qui obéissent aux réactions de rejet qui se manifestent dans la société capitaliste d’aujourd’hui contre l’aliénation généralisée. »
Dès lors, nous comprenons que la sociologie critique tend à s’intéresser à la fois aux structures globales de la société (la critique des contradictions du capitalisme) et aux manifestations qui illustrent des pratiques émancipatoires, la plaçant ainsi comment étant une « méso-sociologie ». Il s’agit effectivement, pour la théorie critique de Marcel Rioux, d’une approche concentrée à la fois sur la critique (relever les contradictions) et la création (observer les pratiques émancipatrices) de la société.

## Honneurs
- 1956 - Prix Acfas Léo-Pariseau, de l'Acfas
- 1970 - Prix Montcalm,  du Syndicat des journalistes et écrivains de France
- 1974 - Prix Ludger-Duvernay,  de la Société Saint-Jean-Baptiste
- 1978 - Prix Léon-Gérin, un des Prix du Québec[7]
- 1985 - Professeur émérite de l'Université de Montréal[2]